# Рекелвиц
Рекелвиц или Ворклеце (њем. Räckelwitz, глсрп. Worklecy) општина је у њемачкој савезној држави Саксонија. Једно је од 63 општинска средишта округа Бауцен. Према процјени из 2010. у општини је живјело 1.180 становника. Посједује регионалну шифру (AGS) 14625470.

## Географски и демографски подаци
Рекелвиц се налази у савезној држави Саксонија у округу Бауцен. Општина се налази на надморској висини од 164 метра. Површина општине износи 11,5 km². У самом мјесту је, према процјени из 2010. године, живјело 1.180 становника. Просјечна густина становништва износи 103 становника/km².